# BLG-252
BLG-252 je brazilska kasetna bomba koja sadrži 248 malih kasetnih bombica. U tom kontejneru se nalaze dve vrste mina i to:
- Protivoklopne kasetne bombice; kao i
- Protivpešadijske kasetne bombice.

## Opis
Nakon lansiranja kasetne sa aviona, posle unapred odabranog vremena, koje pokreće mehanički vremenski osigurač, kapisla upaljača se aktivira i otvara kontejner gde su smeštene male kasetne bombice. Disperzija podmunicije se postiže u zavisnosti od brzine bombe, zahvaljujući rotaciji koju postiže bomba nakon lansiranja, određujući približno eliptični obrazac rasejanja po zemlji. 
BLG-252 je municija koja se koristi protiv raspršenih ciljeva na površini zemlje, koja omogućava napade na maloj ili velikoj visini, velikom ili malom brzinom. BLG 252 se može koristiti na sledećim avionima: AT-26, F-5E, A-1 i A/AT-29. 

## Karakteristike
- Bruto težina: 324 kg
- Ukupna dužina: 355,6 mm
- Prečnik: 400 mm
- Ukupna širina: 595 mm
- Visina lansiranja: 600 m